# Villa Italienborg
Villa Italienborg är en villa i Mölle, Höganäs kommun. Den är byggd åren 1909-10 i en fantasifull italiensk stil, som kan vara inspirerad av hus i Ligurien. Fasaden är klädd med vita och röda eternitplattor i ett rutigt mönster. Huset byggdes av en skrothandlare, kallad "Stockholms-Pelle", som snabbt sålde det vidare till skräddare Anders Berggren, vars familj kom att äga villan under hela 1900-talet. Tidvis bedrevs rumsuthyrning och kaférörelse i huset.
Huset renoverades under åren 2005 med byte av skadat virke i stomme och finsnickeri, samt montering av plåtlist över syll för att hindra vatteninträngning.
Villa Italienborg byggnadsminnesförklarades av Länsstyrelsen i Skåne län 8 mars 2002.

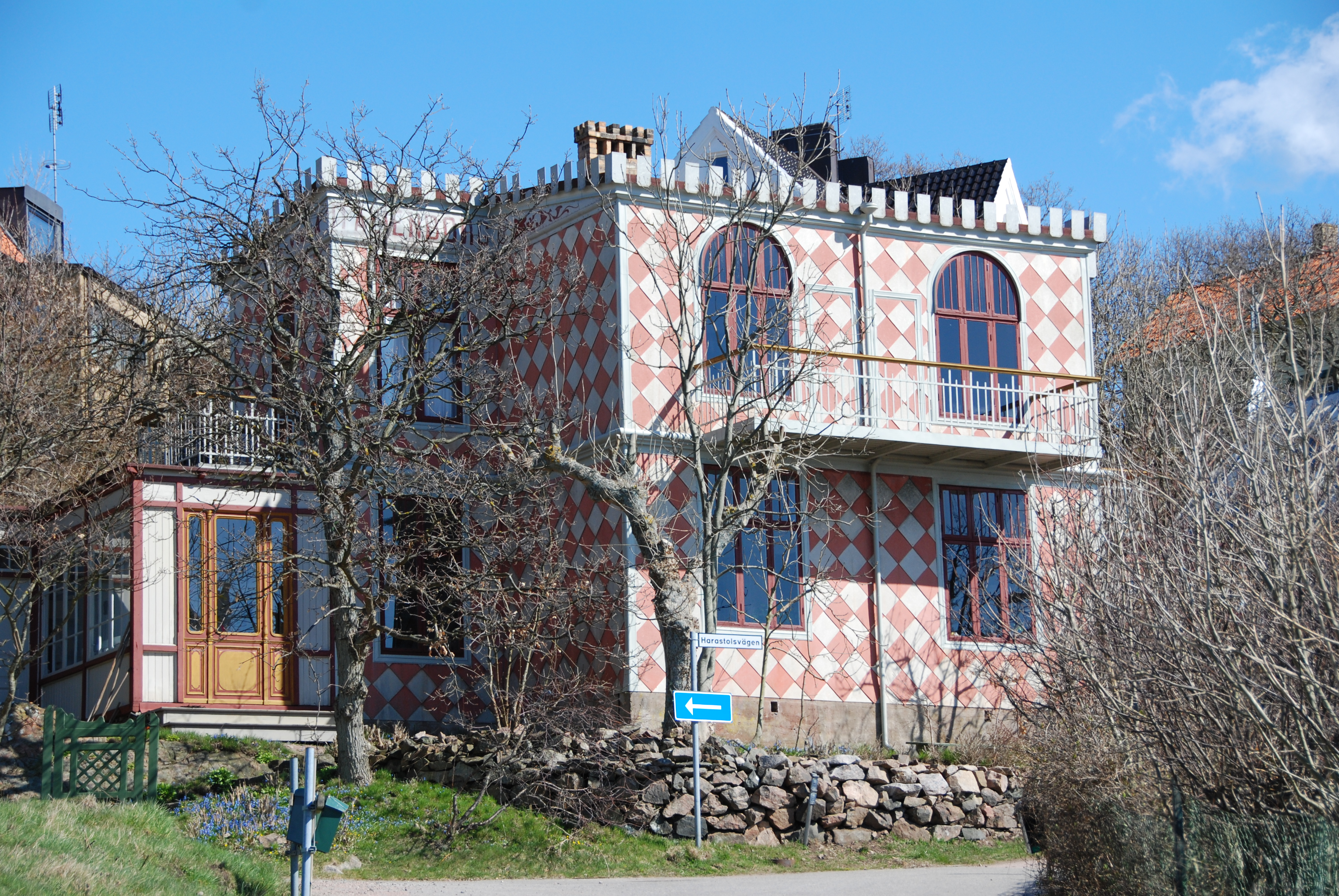
Villa Italienborg, Mölle